# Hypena transversa
Hypena transversa är en fjärilsart som beskrevs av Tutt 1892. Hypena transversa ingår i släktet Hypena och familjen nattflyn. Inga underarter finns listade i Catalogue of Life.